# Bonifatius Łangowski
Bonifacy Łangowski (eingedeutscht zu Bonifatius Łangowski) (* 5. Mai 1883 in Barłogi bei Berent; † 22. März 1940 im KZ Stutthof) war ein polnischsprachiger Rechtsanwalt und Politiker der Freien Stadt Danzig.

## Leben
Łangowski studierte Rechtswissenschaften und machte sich nach dem zweiten Staatsexamen 1912 in Danzig als Rechtsanwalt selbstständig.
In den Verhandlungen in Paris zum Friedensvertrag von Versailles nahm er, gemeinsam mit Albert Jedwabski und Frank Kubacz auf der polnischen Seite teil. Er war für die polnische Minderheit 1920 Mitglied im Danziger Staatsrat. 1920 bis 1928 gehörte er dem Volkstag, dem Parlament der Freien Stadt Danzig an und gehörte dort der polnischen Fraktion an.
In der Zeit des Nationalsozialismus wurde er politisch verfolgt, verhaftet und zuletzt im KZ Stutthof ermordet.

## Werke
- Uwagi z Gdańska na czasie. Eine Broschüre über die Situation der kleinen polnischen Minderheit in Danzig. 1932.